# Petter Kjellberg
Petter Carlsson Kjellberg, född 1828, död 1910, var en svensk redaktör.
Kjellberg var egentligen urmakare, men utgav i Göteborg på Viktor Rydbergs initiativ Bildningsvännen, tidning för bildningscirklar och arbetare från juni till december 1849. År 1868 grundade han den första svenska folktidningen Svenska veckobladet och utgav Svenska husmodern 1873-78 och Fosterländska weckobladet 1890. Kjellberg var Nils Wohlins morfar.